# Sócrates de Acaia
Sócrates (em grego clássico: Σωκράτης) (c. 436 a.C. — 401 a.C.) foi um general mercenário grego de Acaia que viajou para a Pérsia para lutar na Batalha de Cunaxa. Xenofonte o descreve como corajoso na guerra e um amigo de confiança. Sócrates foi convocado por Ciro, com quem ele já estava conectado, para reunir o maior número possível de tropas, sob o pretexto de que Cyrus pretendia atacar Tissafernes. Sócrates já havia sitiado Mileto ao lado de Pasion, o megariano. Sócrates trouxe a Ciro cerca de quinhentos hoplitas. Sócrates e as outras tropas foram informados apenas mais tarde que Ciro pretendia tomar o trono persa de seu irmão Artaxerxes. Sócrates lutou na Batalha de Cunaxa e as forças gregas foram capazes de levar os persas a recuar, mas Ciro e sua força enfrentaram pesadas baixas e o próprio Ciro foi morto em batalha.
Com Ciro morto, as tropas gregas foram deixadas no limbo, tentando tomar as providências para voltar para casa primeiro com Arieu (o bom amigo de Ciro e o segundo em comando na batalha) e depois com Tissafernes (um dos generais persas na batalha). Eventualmente, Sócrates e vários outros generais gregos foram traídos por Tissafernes e Arieu. Sócrates, juntamente com Clearco, Agis de Arcádia, Mênon de Tessália e Próxeno de Beócia foram convocados para uma reunião cordial na tenda de Tissafernes. Eles foram apreendidos e levados para Artaxerxes, onde foram decapitados.